# Príbelce
Príbelce este o comună slovacă, aflată în districtul Veľký Krtíš din regiunea Banská Bystrica. Localitatea se află la altitudinea de 269 m deasupra n.m., se întinde pe o suprafață de 27,19 km2 și în 2017 număra 571 de locuitori.

## Istoric
Localitatea Príbelce este atestată documentar din 1244.

## Demografie
| An:                | 1994 | 2004   | 2014   | 2024   |
| ------------------ | ---- | ------ | ------ | ------ |
| Număr de persoane: | 627  | 585    | 571    | 569    |
| Diferență:         |      | −6,69% | −2,39% | −0,35% |

| An:                | 2023 | 2024   |
| ------------------ | ---- | ------ |
| Număr de persoane: | 561  | 569    |
| Diferență:         |      | +1,42% |